# Tele A Più
Tele A Più è stata un'emittente televisiva privata della Campania.

## Storia
È stata fondata alla fine degli anni ottanta a Napoli da Alfredo Abbaneo. Precedentemente ha adottato la denominazione Tele B, in quanto secondo canale del gruppo Tele A, e solo nella fine degli anni novanta è stata adottata la denominazione attuale.
I programmi di questa rete sono ricevibili, oltre che in Campania, anche nel Lazio, Marche, Abruzzo, Puglia, Basilicata e in tutte quelle regioni in cui l'emittente detiene una concessione regionale.
Nel 2010 l'emittente, unitamente agli altri canali del gruppo, lascia la storica sede di Napoli a via Emanuele Gianturco per trasferirsi nei nuovi studi di Marcianise (CE).
Dal dicembre 2012 non trasmette più sul proprio multiplex, ma è ospitato su quelli di Tele A, Tv Capital e LiraTV.
Nell'agosto 2014, dichiarandosi azienda in crisi, l'emittente licenzia la quasi totalità del personale, continuando però la programmazione.